# NGC 6790
NGC 6790 est une nébuleuse planétaire située dans la constellation de l'Aigle. NGC 6790 a été découverte par l'astronome américain Edward Charles Pickering en 1882. 

## Observation
Avec une magnitude visuelle apparente de 10,5, il est possible d'observer cette nébuleuse avec des jumelles. On peut cependant mieux la voir dans un petit télescope dont l'ouverture est de 15 cm et plus.  

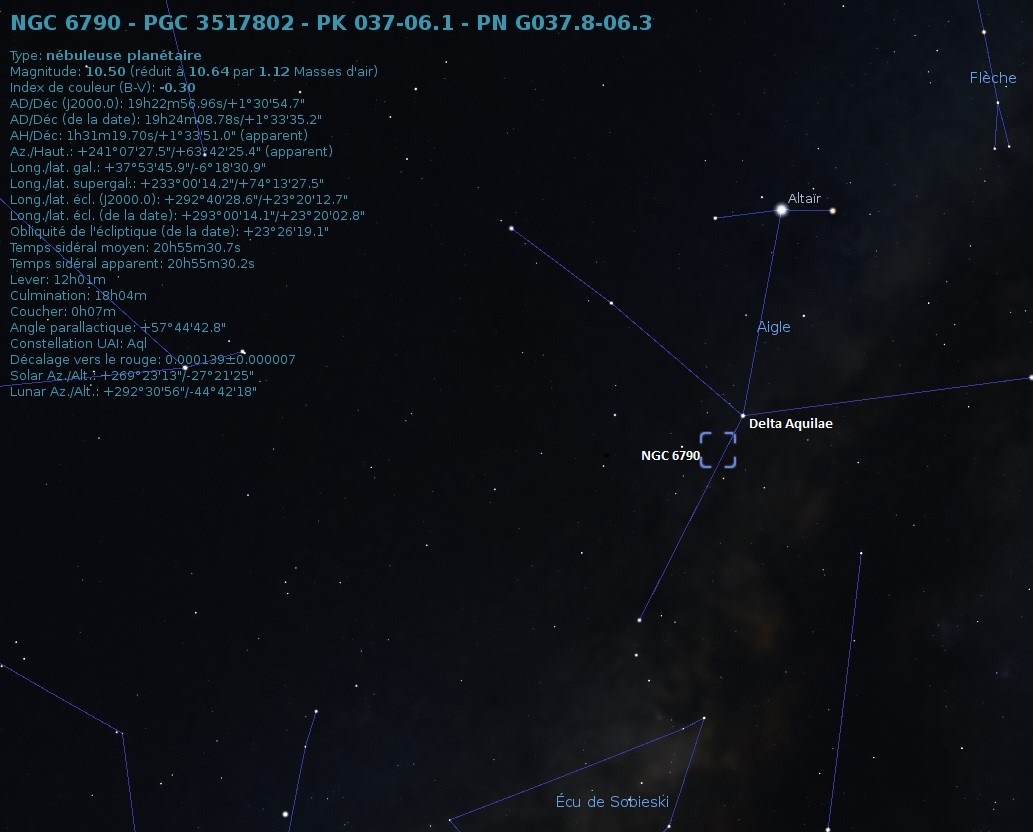
Emplacement de NGC 6790 dans le ciel de la Terre (Stellarium).

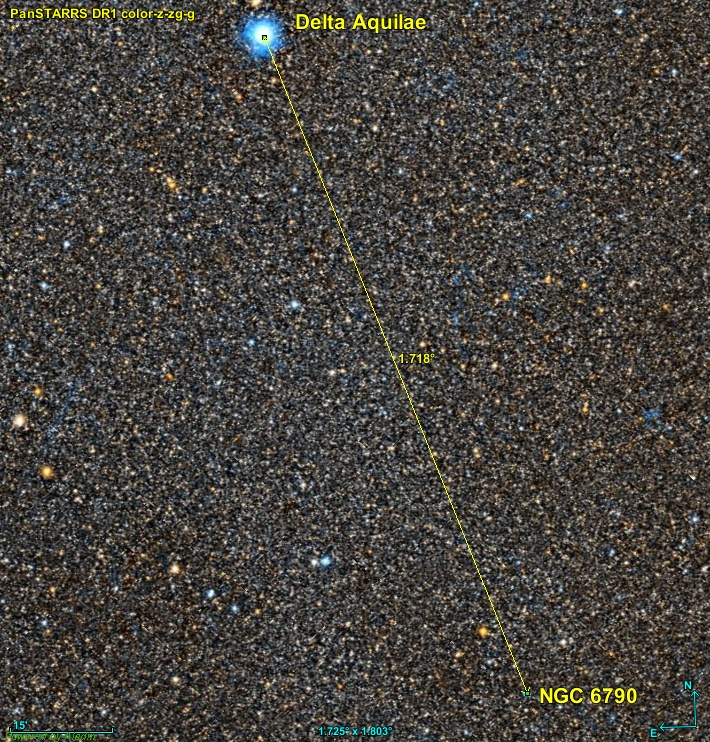
Position de NGC 6790 par rapport à une étoile de la constellation de l'Aigle.

La nébuleuse est située à environ 1,1 degré au sud-ouest de l'étoile Delta Aquilae.

## Caractéristiques

### Distance, taille et vitesse
Une seule distance est indiquée sur la base de données astronomique Simbad : 3,906 ± 0,781 kpc (∼12 700 al). Puisque sa taille apparente est de 0,17′, un calcul rapide montre que son envergure est égale à 0,6 al. La plus récente publication (2020) indique une vitesse de 576,59 ± 0,017 km/s, mais Simbad indique deux autres publications qui rapportent une vitesse totalement différente de 41,8 km/s.

### Son étoile centrale
L'étoile centrale de NGC 6790 est une naine blanche dont la température est d'environ 73 500 K et dont la masse avoisine 0,60{\displaystyle M_{\odot }}, d'où l'on déduit que la masse progéniteur était à peu près la même que celle de notre Soleil. Son âge serait approximativement de 6000 ans. De plus, elle présente un spectre d'émission de faible intensité (wels: weak emission-line stars").

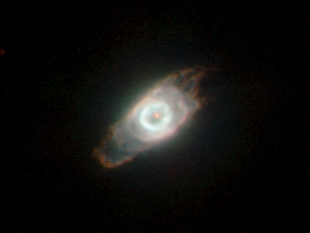
Autre image dans le spectre visible par le télescope spatial Hubble.

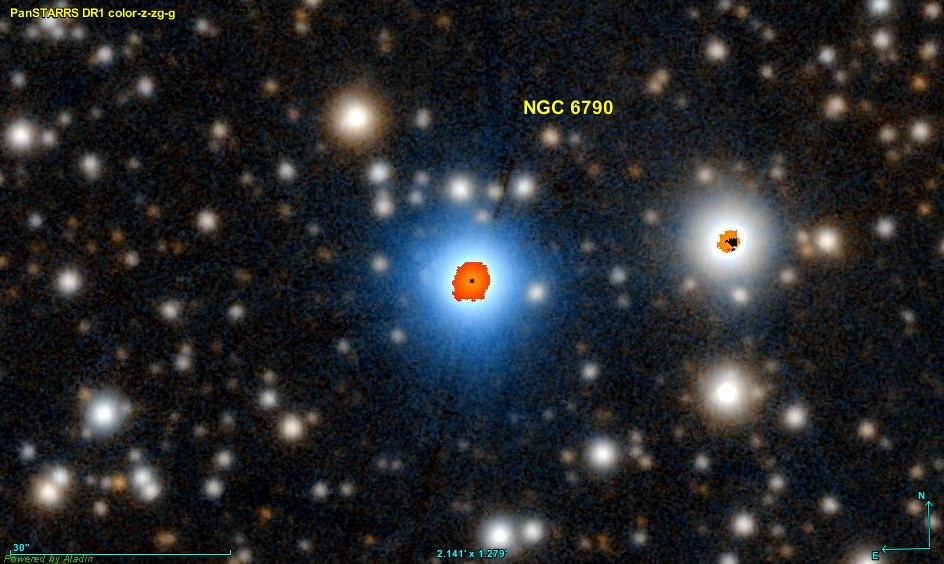
NGC 6790 par le relevé Pan-STARRS.